# Juan Fonseca
Juan Miguel Fonseca Bueno, född 17 september 1954 i Colombia, är en svensk politiker som vid olika tidpunkter varit socialdemokrat, miljöpartist och kristdemokrat. Han var socialdemokratisk riksdagsledamot 1995–1998. Fonseca har framförallt engagerat sig i invandrar- och integrationsfrågor.

## Biografi
Juan Fonseca föddes i Colombia och kom till Sverige som flykting 1976. Vistelsen i Sverige höll på att bli kortvarig. 1977 togs han av polisen och satt fem veckor i förhör som terroristmisstänkt. Det fanns nämligen en koppling till Norbert Kröcher och tyska Baader-Meinhofligan, som försökte kidnappa s-ministern Anna-Greta Leijon, eftersom Fonseca hade kört en hyrbil åt Kröcher. Fonseca hävdade dock att han var oskyldig och att han ej vetat att det var Kröcher han hade haft kontakt med och än mindre känt till några kidnappningsplaner. Säpo kunde inte bevisa sina anklagelser, men det var mycket nära att Fonseca blev utvisad.
1978 började Fonseca arbeta som montör på Rifa. 1984 började han studera och aktiverade sig inom socialdemokratin. 1986 blev han föreståndare för Folkets Hus i Rinkeby. 1988 tog han plats i Stockholms kommunfullmäktige.
Inför riksdagsvalet 1994 stod han på tionde plats på listan för socialdemokraterna i Stockholms kommuns valkrets efter en kampanj med 8 000 namnunderskrifter. Fonseca kom in som ersättare. 1995 blev han ordinarie riksdagsledamot.
Fonseca fick intern kritik för att hoppa av olika arbetsgrupper. Våren 1997 skrev några partikollegor, flera med invandrarbakgrund, i Expressen: Vi är inte förvånade över själva avhoppet, eftersom det numera är en vanlig företeelse hos Fonseca.[källa behövs] Vid ett tillfälle förklarade Fonseca att han i protest skulle lämna riksdagen, vilket blev en nyhet i media. Det visade sig dock inte vara fråga om att han skulle avgå under mandatperioden; han skulle bara inte ställa upp till omval. Vid nomineringarna inför 1998 års val fanns det andra som inte ville ha Fonseca på valbar plats på riksdagslistan för socialdemokraterna i Stockholm. När detta stod klart, ställde Fonseca upp för omval till en ny period. Inför 2006 års val drev Juan Fonseca en personlig valkampanj, där han utnyttjade de nya möjligheter som givits i vallagen. I en av sina personliga valkampanjer fick han tillstånd att använda Olof Palme som symbol på en särskild kampanjknapp.
Fonseca lämnade socialdemokraterna efter att ha blivit petad från en valbar plats i riksdagsvalet 1998 och misslyckats med sin personvalskampanj. Han gick då med i Miljöpartiet men lämnade partiet efter ett år och anslöt sig därefter till Kristdemokraterna. 2001 startade han Gräsrötternas parti – Förorternas lista. Partiet blev kortlivat och lades ned efter att Socialdemokraterna, som han fortfarande var medlem i, hotade honom med uteslutning.
Den 6 juni 2007 meddelade Fonseca att han lämnar Kristdemokraterna. Juan Fonseca är även medlem i den så kallade 6 juni-rörelsen.
På senare år har han varit ordförande för diskrimineringsbyrån i Stockholm.